# San José las Palmas, delstaten Mexiko
San José las Palmas är en ort i Mexiko, tillhörande La Paz kommun i delstaten Mexiko. San José las Palmas ligger i den centrala delen av landet och tillhör Mexico Citys storstadsområde. Orten hade 8 203 invånare vid folkmätningen 2010.